# Pedro Lauro Domaradzki
Pedro Lauro Domaradzki (Mallet, 25 de junho de 1941) é um político brasileiro. Descendente de poloneses, foi eleito deputado federal do Paraná em 1974 pelo MDB. Na Câmara, tornou-se suplente das comissões de Agricultura e Política Rural e Transportes, e membro efetivo da Comissão de Minas e Energia. Se candidatou em 1978, mas conseguiu somente ser suplente, sem reeleição. Tentou retomar a carreira política em 1988, em 1996 e em 2006, priorizando como meta de campanha a defesa da legalização dos cassinos no Brasil.

## Atualmente
Atualmente Pedro Lauro é dono de um bar em Curitiba, no Cristo Rei.